# Megachile parksi
Megachile parksi är en biart som beskrevs av Mitchell 1936. Megachile parksi ingår i släktet tapetserarbin, och familjen buksamlarbin. Inga underarter finns listade i Catalogue of Life.